# Рименьга (река)
Рименьга — река в Онежском районе Архангельской области России. Правый приток реки Кодина (бассейн Онеги).
Река течёт с севера на юг. Впадает в реку Кодина в 41 км от её устья. Длина реки — 67 км. В нижнем течении реку пересекают мост линии Северной железной дороги «Обозерская — Малошуйка» (на разъезде Рименьга) и мост автодороги «Верховье — Мудьюга — Кодино».

## Данные водного реестра
По данным государственного водного реестра России относится к Двинско-Печорскому бассейновому округу, водохозяйственный участок реки — река Онега. Речной бассейн реки — Онега.
Код объекта в государственном водном реестре — 03010000112103000003780.